# Tsunami (DVBBS & Borgeous)
Tsunami is een single van het Nederlandse dj- en producerduo DVBBS en van de Canadese dj en producer Borgeous. Dit nummer is medegeproduceerd door KSHMR en W&W.

## Achtergrond
De maker van het nummer Tsunami was in eerste instantie onbekend. De Nederlandse DJ Sander van Doorn heeft de single gepromoot en uitgebracht, maar ontkende de producer te zijn. De Britse DJ Pete Tong bevestigde op 16 augustus 2013 dat het nummer het werk is van DVBBS en Borgeous, toen hij het afspeelde tijdens zijn show op BBC Radio 1.
Het tijdschrift Billboard noemde het "de meest gedraaide tune op de negende editie van het Belgische dancefestival Tomorrowland". Op 2 september 2013 werd Tsunami officieel uitgebracht door Doorn Records.

## Hitnoteringen
| Hitlijst            | Datum van binnenkomst | Hoogste positie | Aantal weken | Laatste notering |
| ------------------- | --------------------- | --------------- | ------------ | ---------------- |
| Single Top 100      | 07-09-2013            | 1               | 31           | *                |
| Nederlandse Top 40  | 21-09-2013            | 1               | 27           | 22-03-2014       |
| Vlaamse Ultratop 50 | 14-09-2013            | 1               | 20           | *                |
| Waalse Ultratop 50  | 21-09-2013            | 1               | 19           | *                |
| Deense Top 40       | 29-11-2013            | 8               | 9            | *                |
| Duitse Top 100      | 07-12-2013            | 14              | 7            | *                |
| Finse Top 20        | 28-12-2013            | 9               | 4            | *                |
| Franse Top 200      | 05-10-2013            | 3               | 16           | *                |
| Oostenrijkse Top 75 | 29-11-2013            | 14              | 8            | *                |
| Spaanse Top 50      | 24-11-2013            | 43              | 4            | *                |
| Zweedse Top 60      | 20-09-2013            | 3               | 18           | *                |
| Zwitserse Top 75    | 20-10-2013            | 17              | 14           | *                |

### Nederlandse Top 40
| Hitnotering: 21-09-2013 t/m 22-03-2014 | Hitnotering: 21-09-2013 t/m 22-03-2014 | Hitnotering: 21-09-2013 t/m 22-03-2014 | Hitnotering: 21-09-2013 t/m 22-03-2014 | Hitnotering: 21-09-2013 t/m 22-03-2014 | Hitnotering: 21-09-2013 t/m 22-03-2014 | Hitnotering: 21-09-2013 t/m 22-03-2014 | Hitnotering: 21-09-2013 t/m 22-03-2014 | Hitnotering: 21-09-2013 t/m 22-03-2014 | Hitnotering: 21-09-2013 t/m 22-03-2014 | Hitnotering: 21-09-2013 t/m 22-03-2014 | Hitnotering: 21-09-2013 t/m 22-03-2014 | Hitnotering: 21-09-2013 t/m 22-03-2014 | Hitnotering: 21-09-2013 t/m 22-03-2014 | Hitnotering: 21-09-2013 t/m 22-03-2014 |
| Week:                                  | 1                                      | 2                                      | 3                                      | 4                                      | 5                                      | 6                                      | 7                                      | 8                                      | 9                                      | 10                                     | 11                                     | 12                                     | 13                                     | 14                                     |
| -------------------------------------- | -------------------------------------- | -------------------------------------- | -------------------------------------- | -------------------------------------- | -------------------------------------- | -------------------------------------- | -------------------------------------- | -------------------------------------- | -------------------------------------- | -------------------------------------- | -------------------------------------- | -------------------------------------- | -------------------------------------- | -------------------------------------- |
| Positie:                               | 16                                     | 3                                      | 1                                      | 1                                      | 2                                      | 2                                      | 1                                      | 1                                      | 3                                      | 4                                      | 10                                     | 10                                     | 11                                     | 16                                     |
| Week:                                  | 15                                     | 16                                     | 17                                     | 18                                     | 19                                     | 20                                     | 21                                     | 22                                     | 23                                     | 24                                     | 25                                     | 26                                     | 27                                     |                                        |
| Positie:                               | 16                                     | 8                                      | 8                                      | 9                                      | 13                                     | 16                                     | 16                                     | 19                                     | 21                                     | 28                                     | 33                                     | 35                                     | 40                                     | uit                                    |

### Single Top 100
| Hitnotering: 07-09-2013 t/m | Hitnotering: 07-09-2013 t/m | Hitnotering: 07-09-2013 t/m | Hitnotering: 07-09-2013 t/m | Hitnotering: 07-09-2013 t/m | Hitnotering: 07-09-2013 t/m | Hitnotering: 07-09-2013 t/m | Hitnotering: 07-09-2013 t/m | Hitnotering: 07-09-2013 t/m | Hitnotering: 07-09-2013 t/m | Hitnotering: 07-09-2013 t/m | Hitnotering: 07-09-2013 t/m | Hitnotering: 07-09-2013 t/m | Hitnotering: 07-09-2013 t/m | Hitnotering: 07-09-2013 t/m | Hitnotering: 07-09-2013 t/m | Hitnotering: 07-09-2013 t/m | Hitnotering: 07-09-2013 t/m | Hitnotering: 07-09-2013 t/m | Hitnotering: 07-09-2013 t/m | Hitnotering: 07-09-2013 t/m |
| Week:                       | 1                           | 2                           | 3                           | 4                           | 5                           | 6                           | 7                           | 8                           | 9                           | 10                          | 11                          | 12                          | 13                          | 14                          | 15                          | 16                          | 17                          | 18                          | 19                          | 20                          |
| --------------------------- | --------------------------- | --------------------------- | --------------------------- | --------------------------- | --------------------------- | --------------------------- | --------------------------- | --------------------------- | --------------------------- | --------------------------- | --------------------------- | --------------------------- | --------------------------- | --------------------------- | --------------------------- | --------------------------- | --------------------------- | --------------------------- | --------------------------- | --------------------------- |
| Positie:                    | 97                          | 16                          | 2                           | 2                           | 2                           | 3                           | 3                           | 2                           | 2                           | 3                           | 6                           | 10                          | 12                          | 9                           | 16                          | 18                          | 1                           | 2                           | 4                           | 4                           |
| Week:                       | 21                          | 22                          | 23                          | 24                          | 25                          | 26                          | 27                          | 28                          | 29                          | 30                          | 31                          | 32                          | 33                          | 34                          | 35                          | 36                          | 37                          | 38                          | 39                          | 40                          |
| Positie:                    | 7                           | 12                          | 16                          | 22                          | 30                          | 32                          | 24                          | 24                          | 33                          | 36                          | 42                          |                             |                             |                             |                             |                             |                             |                             |                             |                             |

### VlaamseUltratop 50
| Hitnotering: 14-09-2013 t/m | Hitnotering: 14-09-2013 t/m | Hitnotering: 14-09-2013 t/m | Hitnotering: 14-09-2013 t/m | Hitnotering: 14-09-2013 t/m | Hitnotering: 14-09-2013 t/m | Hitnotering: 14-09-2013 t/m | Hitnotering: 14-09-2013 t/m | Hitnotering: 14-09-2013 t/m | Hitnotering: 14-09-2013 t/m | Hitnotering: 14-09-2013 t/m | Hitnotering: 14-09-2013 t/m | Hitnotering: 14-09-2013 t/m | Hitnotering: 14-09-2013 t/m | Hitnotering: 14-09-2013 t/m | Hitnotering: 14-09-2013 t/m | Hitnotering: 14-09-2013 t/m | Hitnotering: 14-09-2013 t/m | Hitnotering: 14-09-2013 t/m | Hitnotering: 14-09-2013 t/m | Hitnotering: 14-09-2013 t/m |
| Week:                       | 1                           | 2                           | 3                           | 4                           | 5                           | 6                           | 7                           | 8                           | 9                           | 10                          | 11                          | 12                          | 13                          | 14                          | 15                          | 16                          | 17                          | 18                          | 19                          | 20                          |
| --------------------------- | --------------------------- | --------------------------- | --------------------------- | --------------------------- | --------------------------- | --------------------------- | --------------------------- | --------------------------- | --------------------------- | --------------------------- | --------------------------- | --------------------------- | --------------------------- | --------------------------- | --------------------------- | --------------------------- | --------------------------- | --------------------------- | --------------------------- | --------------------------- |
| Positie:                    | 44                          | 8                           | 7                           | 4                           | 4                           | 2                           | 3                           | 1                           | 2                           | 2                           | 3                           | 5                           | 9                           | 9                           | 13                          | 16                          | 6                           | 6                           | 9                           | 12                          |
| Week:                       | 21                          | 22                          | 23                          | 24                          | 25                          | 26                          | 27                          | 28                          | 29                          | 30                          | 31                          | 32                          | 33                          | 34                          | 35                          | 36                          | 37                          | 38                          | 39                          | 40                          |
| Positie:                    | 9                           | 21                          | 23                          | 38                          | 45                          | 40                          | 48                          |                             |                             |                             |                             |                             |                             |                             |                             |                             |                             |                             |                             |                             |